# Stars and Cars

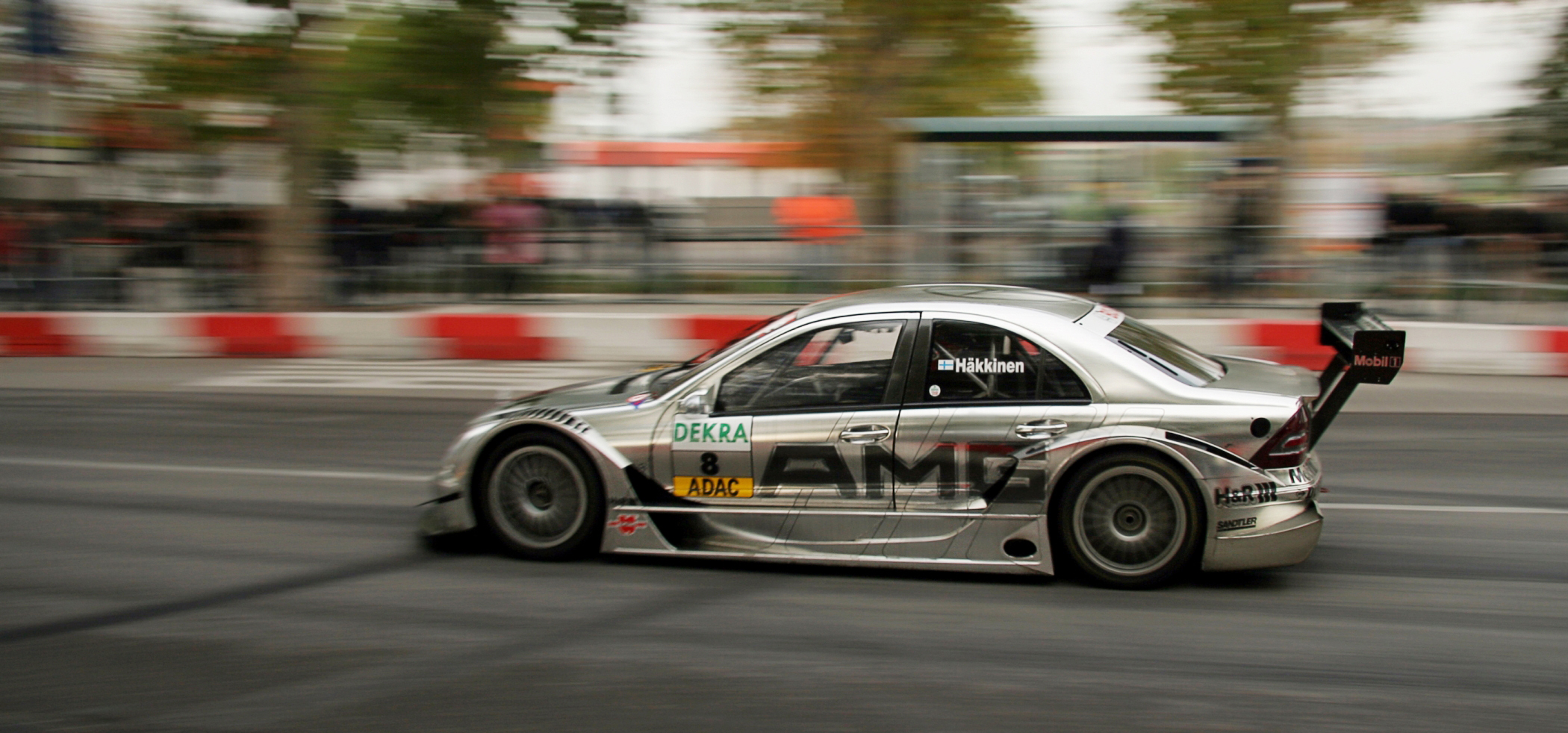
Mika Häkkinen bei Stars and Cars 2006

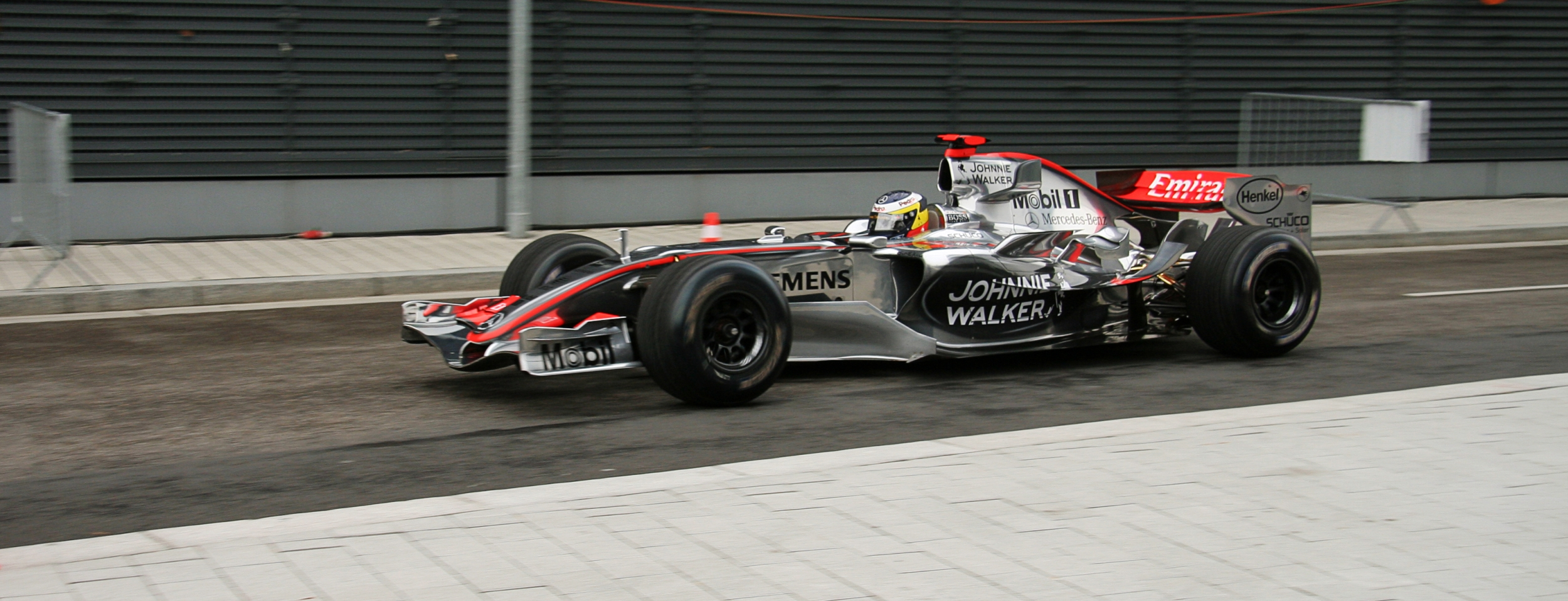
Formel-1-Bolide bei Stars and Cars 2006

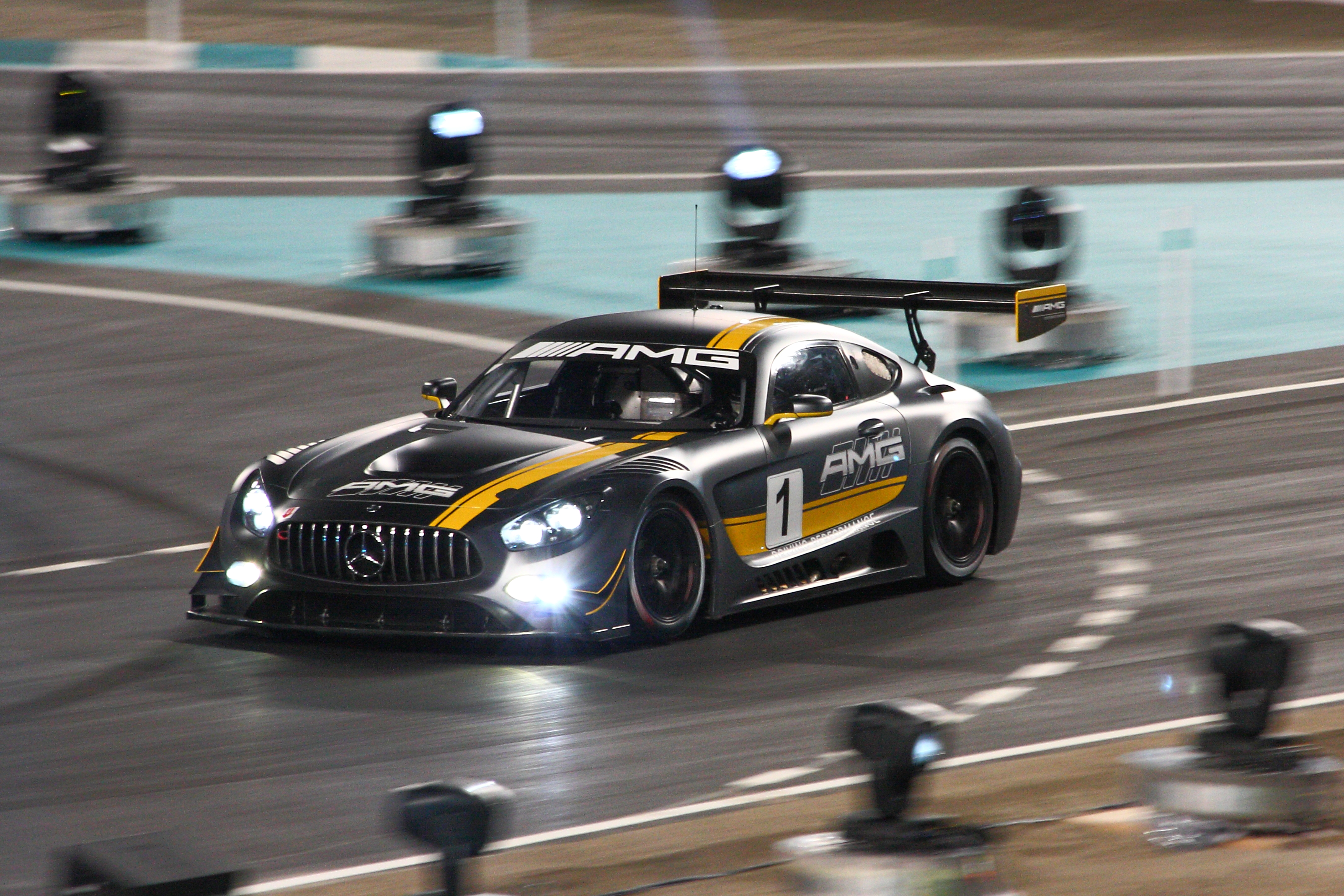
Stars and Cars 2015

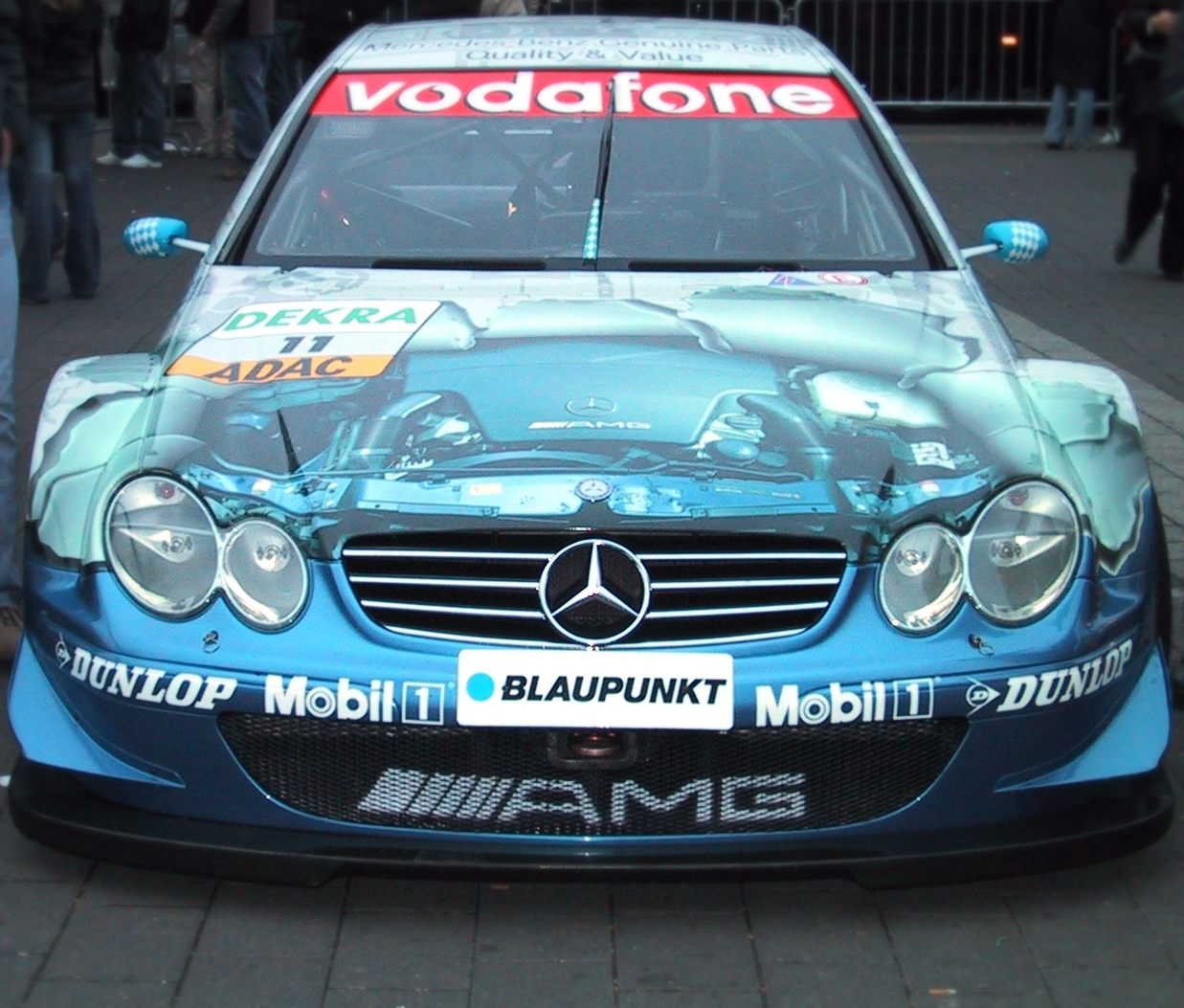
DTM-Bolide (2003) bei Stars and Cars 2003

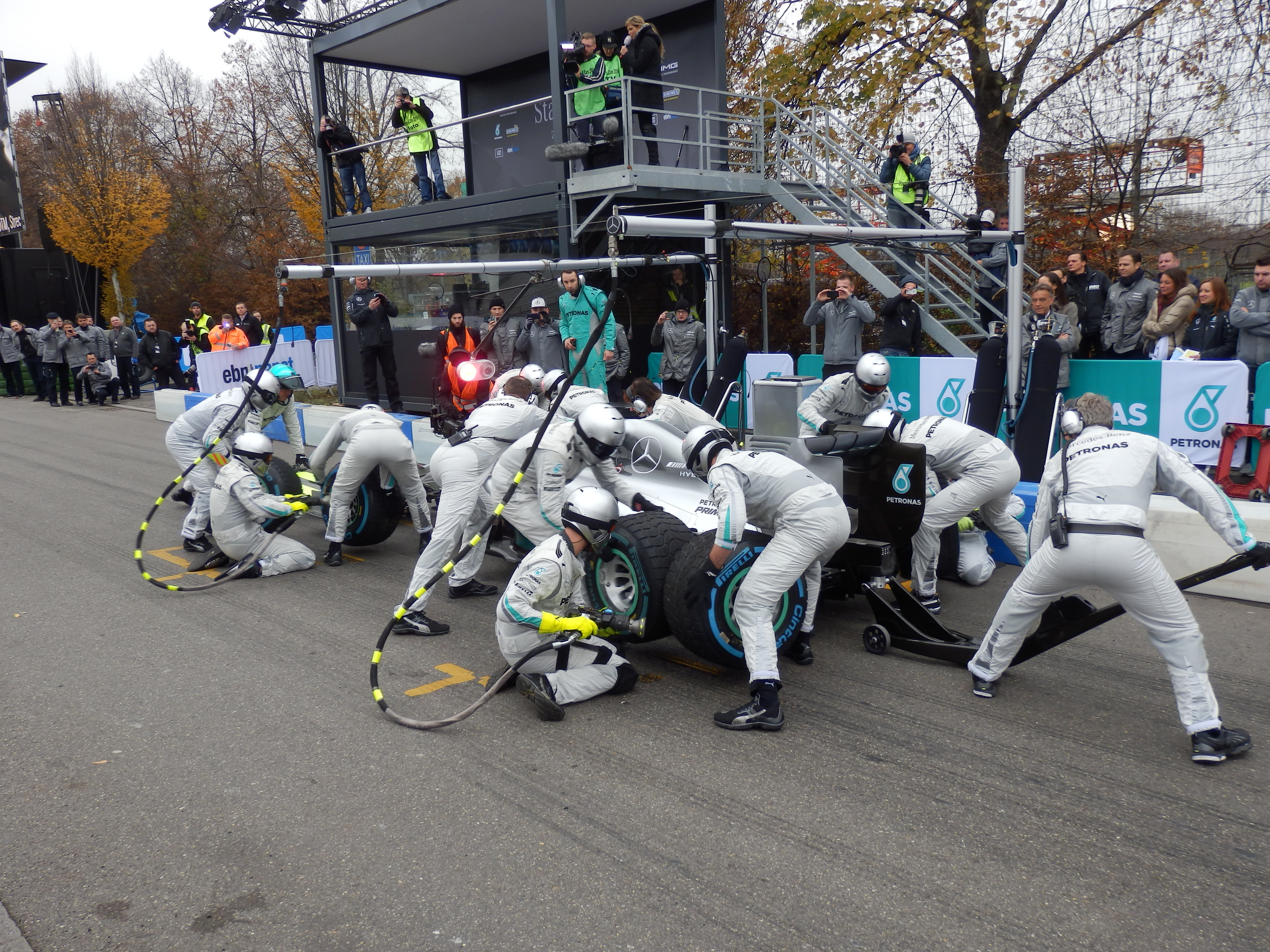
Boxenstopp-Wettbewerb mit dem Mercedes F1 W05 Hybrid bei Stars and Cars 2014

Stars and Cars war eine jährlich nach dem Ende der Rennsaison im November ausgerichtete Motorsport-Showveranstaltung in Stuttgart-Bad Cannstatt. Das von bis zu 72.000 Zuschauern besuchte Event wurde vom Automobilkonzern Daimler organisiert und zuletzt im Jahr 2015 im Stuttgarter Fußballstadion ausgetragen. Die Veranstaltung markierte für Mercedes-Benz jeweils den Abschluss der Motorsport-Saison.

## Bestandteile der Veranstaltung
Wichtigstes Element der Veranstaltung sind mehrere Autokorsos auf einer Rundstrecke um das Mercedes-Benz Museum, der Mercedes-Jellinek- und der Mercedesstraße. Dort werden Formel-1-Wagen, Formel-3-Wagen, DTM-Autos, Safety Cars sowie historische Rennwagen präsentiert. Außerdem präsentieren sich die Fahrer und Organisatoren der Mercedes-Benz-Motorsport-Abteilung in Interviews der Öffentlichkeit.
Darüber hinaus wird die Veranstaltung vom Unternehmen genutzt, um Fahrer zu ehren, die das Team verlassen, und die nächste Motorsportsaison betreffende Informationen zu veröffentlichen. So gab beispielsweise der frühere Formel-1-Weltmeister Mika Häkkinen auf der Stars-and-Cars-Veranstaltung 2004 seinen Start in der DTM 2005 bekannt.

## Geschichte
Stars and Cars bestand seit 1993. Die Veranstaltung fand bis 2004 am alten Mercedes-Benz-Museum innerhalb des Daimler-Werks Untertürkheim statt. Seit 2006 wurde Stars and Cars rund um die Mercedes-Benz Welt im NeckarPark im Stadtbezirk Bad Cannstatt veranstaltet. 2015 fand Stars and Cars erst- und bisher einmalig im Fußballstadion statt.
- 2005 und 2009 verzichtete die Motorsportabteilung des Konzerns aus Spargründen auf eine Ausrichtung.
- Im Jahr 2010 fiel die Veranstaltung aus „terminlichen Gründen“ aus.[1]
- 2011 wurde die Veranstaltung trotz angekündigten Termins abgesagt.[2] Stattdessen fanden die Stuttgarter Sternstunden anlässlich des 125. Geburtstags von Mercedes-Benz in der Stuttgarter Innenstadt statt.[3]
- 2014 fand Stars & Cars am 29. November ab 10 Uhr rund um das Mercedes-Benz-Museum in Stuttgart statt. In 20 Corsos wurden sowohl aktuelle als auch historische Fahrzeuge und Rennwagen gezeigt. Ungefähr 50.000 Menschen besuchten die Veranstaltung. Zu den Gästen zählten neben den aktuellen Formel-1-Fahrern Nico Rosberg, Lewis Hamilton und Valtteri Bottas sowie den DTM-Fahrern der Saison 2014 auch frühere Mercedes-Piloten, wie Stirling Moss, Hans Herrmann, Jochen Mass, David Coulthard oder Roland Asch.[4]
- 2015 fand dieses Ereignis zum ersten Mal in der Stuttgarter Mercedes-Benz Arena statt. Termin war der 12. Dezember. Die Veranstaltung beinhaltete auch einen Wettkampf nach Vorbild des Race of Champions zwischen Rennfahrern, die mit Mercedes in Verbindung stehen. Diesen konnte DTM-Pilot Daniel Juncadella für sich entscheiden.
- 2016 wurde das Event vorab abgesagt, lediglich eine interne Veranstaltung unter 3.000 Mitarbeitern im Werk Sindelfingen am 3. Dezember 2016 fand statt.[5]